# أولاد خلوف (أولاد خلوف)
أولاد خلوف هي إحدى مشيخات المملكة المغربية، تتبع جغرافيا لإقليم قلعة السراغنة وإداريًا لأولاد خلوف. يقدر عدد سكانها بـ 10730 نسمة حسب الإحصاء الرسمي للسكان والسكنى لسنة 2004.